# Lac Alex
Le lac Alex est un plan d'eau douce traversé par la rivière Alex, coulant dans le territoire non organisé de Passes-Dangereuses, dans la municipalité régionale de comté (MRC) de Maria-Chapdeleine, dans la région administrative de la Saguenay-Lac-Saint-Jean, dans la province de Québec, au Canada.
Le « lac Alex » chevauche les cantons de Faraud et de Saint-Onge. Il est l'un des plus importants plans d'eau de la zec des Passes où est situé dans la partie Ouest de cette zec.
La foresterie constitue la principale activité économique du secteur ; les coupes de bois ont débuté à la fin du XXIIIe siècle enclenchant la construction d'une route forestière en bordure Ouest du lac et l’aménagement d'un barrage à son embouchure pour faciliter le flottage des billes de bois et la drave. Les activités récréotouristiques arrivent en second.
La route forestière R0250 remonte vers le Nord en empruntant la vallée de la rivière Alex et passe du côté Ouest du lac Alex. D’autres routes forestières secondaires qui desservent ce secteurs sont particulièrement utiles pour les besoins de la foresterie et des activités récréotouristiques,,.
La surface du Lac Alex est habituellement gelée de la fin novembre au début avril, toutefois la circulation sécuritaire sur la glace se fait généralement de la mi-décembre à la fin mars.

## Géographie
Enclavé entre les montagnes, le « lac Alex » est formé par un élargissement du cours intermédiaire de la rivière Alex qui le traverse vers le Sud sur 11,8 km. La topographie de cette zone comporte des sommets escarpés, recouverts de forêts.
Les principaux bassins versants voisins du « lac Alex » sont :
- côté Nord : rivière Alex, ruisseau Margot, rivière Étienniche, rivière D'Ailleboust ;
- Côté Est : rivière du Portage, rivière Péribonka, Petit lac Onatchiway, rivière du Canal Sec ;
- côté Sud : lac aux Grandes Pointes, rivière Alex, rivière Péribonka, rivière des Épinettes Noires, rivière Épiphane, rivière du Banc de Sable ;
- côté Ouest : rivière Mistassibi, rivière Connelly, rivière Doucet, Petite rivière Péribonka[1].

Le Lac Alex comporte une longueur de 11,8 km, une largeur maximale de 1,5 km et une altitude de 273 m. Le Lac Alex est formé par l’élargissement de la rivière du Nord par la baie du Nord-Ouest et les eaux de la rivière Alex du Nord-Est. Il est aussi alimenté par cinq décharges de lacs ou ruisseaux.
Le Lac Alex est situé entièrement en milieu forestier dans le territoire non organisé de Passes-Dangereuses. Il est enclavé entre les montagnes dont les principaux sommets atteignent m à l’Est où il y avait une tour de garde-feu, m à l’Ouest et m au Nord.
L’embouchure du Lac Alex est localisée à :
- 15,0 km à l’Est de la rivière Péribonka ;
- 45,9 km au Nord de l’embouchure de la rivière Alex ;
- 42,9 km au Nord-Est du centre du village de Saint-Ludger-de-Milot ;
- 69,9 km au Nord de l’embouchure du lac Saint-Jean ;
- 74,8 km au Nord du centre-ville de Alma ;
- 69,1 km au Nord-Est de l’embouchure de la rivière Péribonka (confluence avec le lac Saint-Jean)[1].

À partir de l’embouchure du lac Alex, le courant descend le cours de la rivière Alex sur 64,8 km. À partir de l’embouchure de la rivière Alex, le courant descend sur km le cours de la rivière Péribonka, d’abord vers le Nord-Ouest, puis vers le Sud-Ouest. À l’embouchure de cette dernière, le courant traverse le lac Saint-Jean sur 29,3 km vers l’Est, puis emprunte le cours de la rivière Saguenay vers l’Est jusqu'à la hauteur de Tadoussac où il conflue avec le fleuve Saint-Laurent.

## Toponymie
Le toponyme « Lac Alex » a été officialisé le 5 décembre 1968 par la Commission de toponymie du Québec, soit à la création de cette commission.